# Дејвид Крозби
Дејвид Ван Кортлант Крозби (енгл. David Van Cortlandt Crosby; Лос Анђелес, 14. август 1941 — Санта Инез, 19. јануар 2023) био је амерички музичар, певач и аутор песама. Био је један од оснивача група The Byrds и Crosby, Stills & Nash.

## Дискографија

### Студијски албуми
- If I Could Only Remember My Name (1971)
- Oh Yes I Can (1989)
- Thousand Roads (1993)
- Croz (2014)
- Lighthouse (2016)
- Sky Trails (2017)
- Here If You Listen (2018)
- For Free (2021)